# Da un'altra carne
Da un'altra carne è un romanzo di Diego De Silva scritto nel 2004. 

## Trama
Ester è la madre di due quarantenni che vivono ancora in casa con lei. Un giorno Guido, il maggiore dei figli, torna a casa con un bambino di circa 10 anni e senza fornire spiegazioni impone alla madre ed al fratello di ospitarlo. Salvino è un ragazzino rispettoso, ma Ester fatica ad accettarlo, addirittura tenterà di abbandonarlo durante una gita.

## Edizioni
- Diego De Silva, Da un'altra carne, Einaudi, Torino 2004, ISBN 88-06-17086-4
- Diego De Silva, Da un'altra carne, Einaudi, Torino 2009 ISBN 978-88-06-19654-7